# Ipomoea crepidiformis
Ipomoea crepidiformis är en vindeväxtart som beskrevs av Hallier f. Ipomoea crepidiformis ingår i släktet praktvindor, och familjen vindeväxter.

## Underarter
Arten delas in i följande underarter:
- I. c. microcephala
- I. c. minor